# تيد أوينز
تيد أوينز (بالإنجليزية: Ted Owens)‏ (1913 في المملكة المتحدة - ) هو لاعب كرة قدم بريطاني في مركز الدفاع. لعب مع بريستون نورث إيند وكريستال بالاس ونادي باث سيتي.